# Chiesa di Santa Chiara (Udine)
La chiesa di Santa Chiara è uno degli edifici religiosi più antichi di Udine.

## Storia

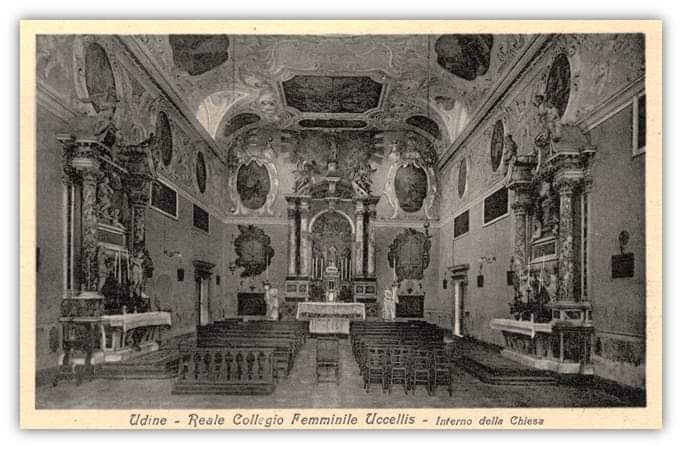

Durante l'alto medioevo nel sito era presente un oratorio dedicato a San Giovanni Battista. Sotto il patriarcato di Raimondo della Torre Uccelluto de' Uccellis, cittadino udinese, lasciò una forte somma di denaro e molti beni per la costruzione della chiesa di Santa Chiara, che fu iniziata nel 1294 e terminata nel 1303 con un annesso convento completato nel 1306.
L'interno a navata unica presenta soffitto e pareti affrescati da Giulio Quaglio. Il chiostro conserva la struttura trecentesca; nel refettorio la parete meridionale è coperta da un affresco di scuola emiliana del XIV secolo.
A Natale e Pasqua si celebra la messa per studenti e professori dell'Educandato Statale "Collegio Uccellis", che ha ora la propria sede all'interno del convento.

## Incidente del 2019
Il 21 novembre 2019, una bambina italiana di 7 anni, Penelope Cossaro che viveva a Udine si trovava nella cappella del collegio e si sarebbe avvicinata all'acquasantiera che a quel punto improvvisamente l'ha travolta ed uccisa.